# 張藍心
張 藍心（ジャン・ランシン、チャン・ランシン、1986年7月21日 - ）は、中華人民共和国の女優。元中国国家テコンドーチームの選手。北京市出身。

## 経歴
1986年7月21日、北京市で生まれる。北京体育大学を卒業。
2012年、ジャッキー・チェン監督・主演の『ライジング・ドラゴン』のボニー役で本格的に俳優デビュー。2015年、李承鉉と『黄金福将』で共演した。2016年、『スキップ・トレース』『レイルロード・タイガー』で再びジャッキー・チェンと共演。2017年にはアーロン・クォック、チャオ・リーインが主演する『密戦』に秋山雅子役として出演。

## 出演作品

### 映画
| 年度   | 題名                   | 役名         | 備考 |
| ------ | ---------------------- | ------------ | ---- |
| 2012   | ライジング・ドラゴン   | ボニー       |      |
| 2014   | 誰動了我的夢想         | 董暁瑞       |      |
| 2015   | 黄金福将               | 江一丹       |      |
| 2015   | 我是誰2015             | 阿嬌         |      |
| 2016   | スキップ・トレース     | ティンティン |      |
| 2016   | レイルロード・タイガー | 由子         |      |
| 2017   | 密戦                   | 秋山雅子     |      |
| 2017   | 冒牌監護人之尋宝鬧翻天 | 藍霏         |      |
| 2021   | 超越                   |              |      |
| 待機中 | 槍炮腰花               |              |      |

### テレビドラマ
| 年度 | 題名     | 役名 | 備考 |
| ---- | -------- | ---- | ---- |
| 2020 | 鑒愛男女 |      |      |